# ناکانو، ناگانو
ناکانو در استان ناگانو در کشور ژاپن واقع شده‌است  که دارای جمعیت ۴۶٬۲۹۵ نفر و مساحت ۱۱۲٫۰۶ کیلومتر مربع با تراکم جمعیت ۴۱۳  نفر در کیلومترمربع است و در تاریخ ۱ آوریل ۲۰۰۵ به عنوان شهر شناخته شد.